# Ernst Senn
Ernst Senn (* 6. September 1884 in Hechingen; † 10. Januar 1962 in Konstanz) war ein südwestdeutscher Arzt und Heimatforscher.

## Leben
Geboren als Sohn des Justizrats Josef Senn (1853–1934), Rechtsanwalt und Notar in Hechingen, und Anna, geb. Evelt, Tochter des Landgerichtspräsidenten August Evelt, studierte Ernst Senn nach dem Abitur in Rottweil Medizin und promovierte 1911 in Berlin, wo er auch seine Assistenzarztjahre verbrachte. Den Ersten Weltkrieg absolvierte Senn als Stabsarzt in Frankreich. Anschließend ließ er sich in Konstanz als Hals-, Nasen- und Ohrenarzt nieder. Seit den 1930er Jahren veröffentlichte Senn Arbeiten zur Geschichte Hohenzollerns. 1933 übernahm er die Leitung des  Vereins für Geschichte und Altertumskunde in Hohenzollern. Die von ihm veranlasste Umbenennung in Verein für Geschichte, Kultur und Landeskunde Hohenzollerns signalisierte eine Erweiterung der Vereinsziele, die Senn in mehreren Anläufen skizzierte. Der Verein sollte zu einem Landesforschungsinstitut ausgebaut werden; ein Projekt, das er selbst mit Materialsammlungen und quellenkundlichen Publikationen voranzutreiben suchte und über dessen Fortschritte und Hemmnisse er in der Vereinszeitschrift regelmäßig berichtete. Allerdings überforderten die hochgesteckten Ziele sowohl die finanzielle Ausstattung des Vereins wie seine personellen Ressourcen, so dass Senns Pläne am Ende scheiterten. Als Vereinsfunktionär resigniert, konzentrierte sich Senn in den Nachkriegszeit auf private Forschungen und umfangreiche Sammlungen von Zollerana, die er 1954 in Form einer Stiftung der in seiner Geburtsstadt angesiedelten Hohenzollerischen Heimatbücherei vermachte.

## Schriften
- Theodor Bilharz. Ein deutsches Forscherleben in Ägypten; 1825 – 1862. Stuttgart: Ausland- und Heimat-Verl.-AG, 1931

- Die geographisch-naturkundliche Literatur über die Hohenzollerischen Lande nebst Ansichten und Karten 1495 – 1928. Stuttgart : Fleischhauer & Spohn, 1933  (Gesamtbibliographie der Hohenzollerischen Lande, Bd. 1)

- Zusammen mit Benjamin Pfaff: Die Veröffentlichungen und Sondergaben des Vereins für Geschichte und Altertumskunde in Hohenzollern 1867 bis 1932. Sigmaringen: Liehner, [circa 1934]
- Der Aufbau der Hohenzollerischen Landesforschung 1933–1938. Erstrebtes und Erreichtes. In: Hohenzollerische Jahreshefte 5 (1938), S. 1–83
- Inventar der hohenzollerischen Bestände der Fürstlich Thurn und Taxisschen Archive in Regensburg und Obermarchtal. Konstanz: Merk, 1939 (Inventare hohenzollerischer Archivbestände außerhalb der hohenzollerischen Lande ; 1) (Hohenzollerische Jahreshefte : Beiheft; 1)
- Zusammen mit Maximilian Schaitel: Verzeichnis, Orts- und Personen-Register der Veröffentlichungen des Vereins für Geschichte, Kultur- und Landeskunde Hohenzollerns 1933 bis 1938. Hechingen: Holzinger, 1941